# Paul Michaux
Vous lisez un « bon article » labellisé en 2012.
Pour les articles homonymes, voir Michaux.
Paul Michaux, né le 16 novembre 1854 à Metz (Moselle) et mort le 21 novembre 1923 à Paris, est un chirurgien et dirigeant sportif français. Après ses études à Metz et la défaite de 1870, il se réfugie à Paris où il participe activement à la conférence Olivaint dont il devient le premier président. Après son internat et sa thèse, son parcours professionnel le conduit dans différents hôpitaux de la capitale et de la banlieue où il développe des recherches et innovations médicales.
Membre d'un patronage, ses convictions morales et religieuses l'amènent à y instaurer une pratique de la gymnastique destinée à faire des patriotes chrétiens. Son investissement dans le domaine associatif se traduit par la fondation, en 1898, de la Fédération gymnastique et sportive des patronages de France devenue depuis Fédération sportive et culturelle de France qui s'adjoint rapidement les activités de sports collectifs (football et basket-ball) ainsi que la musique (fanfares).
Sa sensibilité de Lorrain, à l'égard de l'Allemagne, lui fait orienter les patronages vers une préparation militaire qui l'oppose à certains milieux ecclésiastiques. Homme de rassemblement, il organise deux importants concours de gymnastique à Nancy auxquels il invite des délégations étrangères et c'est ainsi qu'il contribue fortement, en 1911, à la création de l'Union internationale des œuvres catholiques d'éducation physique devenue Fédération internationale catholique d'éducation physique et sportive en 1947. Dès la fin de la première guerre mondiale, il organise à nouveau un grand concours dans sa ville natale, Metz, redevenue française.
La célébration de ses obsèques, en novembre 1923, est marquée par la présence de nombreux représentants des autorités civiles, militaires, médicales et de toutes les régions de France parmi lesquels plus de 3 000 gymnastes. Son engagement dans le domaine associatif ainsi que son activité professionnelle lui valent de nombreux témoignages de reconnaissance.

## Biographie

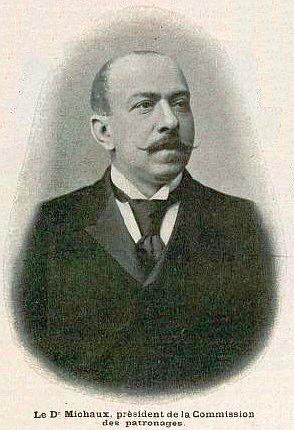
Paul Michaux en 1903.

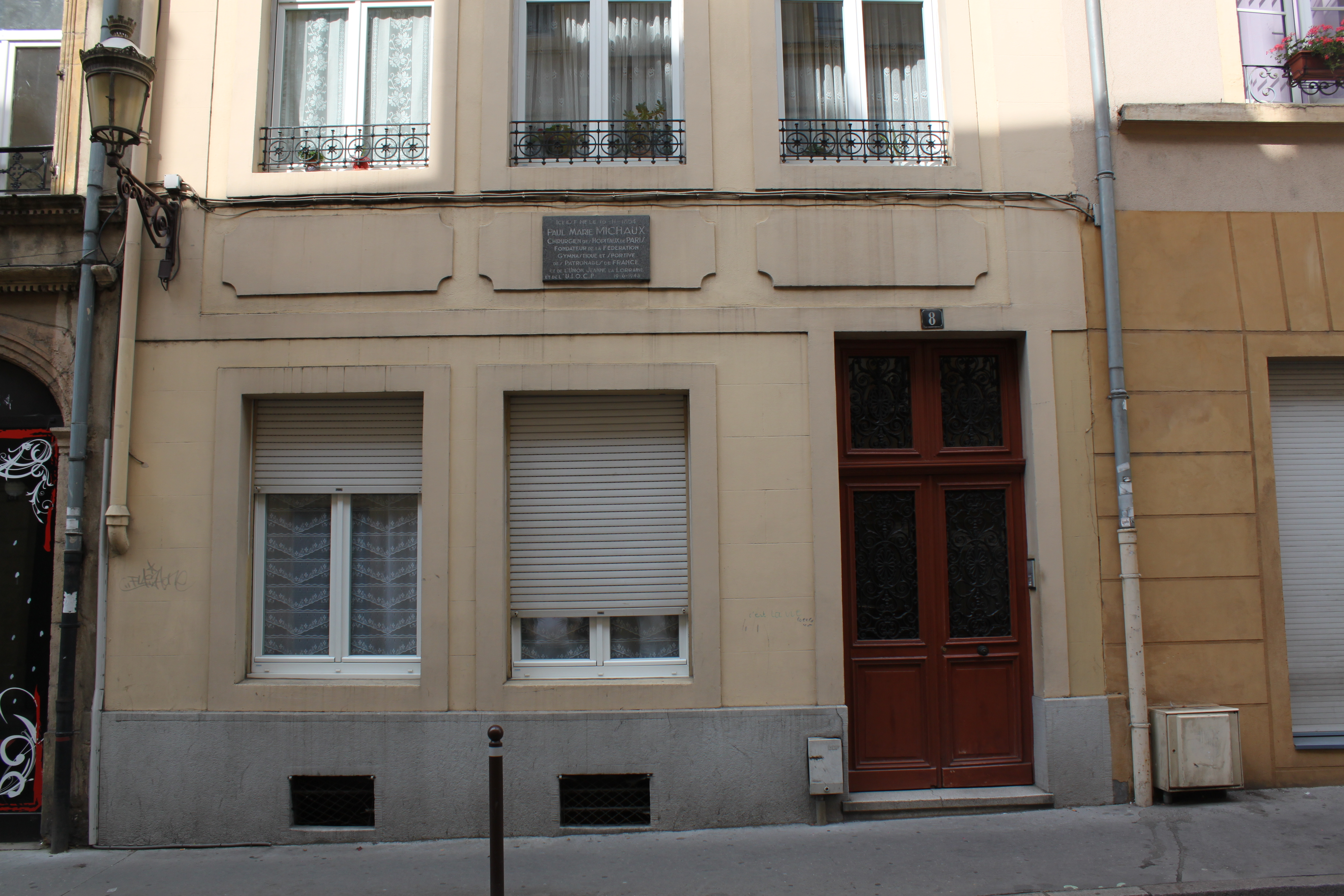
La maison natale de Paul Michaux à Metz.

Né à Metz dans un milieu catholique, médical et patriotique, Paul-Marie Michaux, troisième enfant du chirurgien Victor Michaux (1828-1898) et de Marie Lavalade (1831-1864), fait ses études dans cette ville au collège Saint-Clément où il est fort apprécié de ses pairs. Il se réfugie avec sa famille à Paris après la défaite de 1870. Le 2 février 1880 il épouse, à Nancy, Clémentine Didion. Il meurt en son domicile du boulevard Saint-Germain, dans le 7e arrondissement de Paris, le 21 novembre 1923.

## Le docteur Paul Michaux, chirurgien des hôpitaux de Paris
Réfugié à Paris après la défaite de 1870, il entre à la faculté de médecine de Paris en 1872. Dès l'année suivante, il regroupe des confrères pour préparer les concours au sein d'une congrégation d'étudiants, la conférence Olivaint, fondée en 1852 par un jésuite, le père Pierre Olivaint.
Fin 1875, il jette les bases de la conférence Laënnec dont la première assemblée se tient le 17 novembre 1876. Dans ce groupe placé sous le patronage de René-Théophile-Hyacinthe Laënnec, médecin chrétien, les séances de travail commencent par la prière et les membres assistent ensemble à la messe deux dimanches par mois. Cette conférence médicale bénéficie vite d'une solide réputation parmi les étudiants et médecins candidats aux concours hospitalo-universitaires et elle est reconnue officiellement en 1879 avec Paul Michaux comme premier président.
Titularisé comme interne le 28 décembre 1878, celui-ci soutient sa thèse sur le cancer de la parotide en 1884 et est reçu chirurgien des hôpitaux de Paris en 1888. Il est nommé d'abord à l'hôpital Beaujon puis, comme chef de service à l'hôpital Charles-Foix à Ivry en 1896, à l'hôpital Broussais en 1897 et à l'hôpital Lariboisière en 1901. C'est à ce titre qu'il revient exercer à l'hôpital Beaujon en 1904 où il reste jusqu'à sa retraite en 1916. Il y milite pour la prophylaxie, installant dans son service l'un des premiers autoclaves et réalise, en 1893, la première cholécystectomie en France. C'est aussi dans son service que sont mises au point les sutures par agrafes métalliques.

### Œuvres et publications médicales
- Contribution à l'étude du carcinome de la parotide, Paris, Chamerot, 1883 (BNF 36911936).
- Du Squirrhe atrophique de la parotide, Paris, Asselin, 1884, 15 p. (SUDOC 139049320).
- « Des Empyèmes chroniques avec fistules thoraciques, de leur traitement chirurgical, de l'opération d'Estlander », Gazette des hôpitaux, septembre 1888, Paris, A. Coccoz,‎ 1889, p. 31 (BNF 30941377).
- « Des Modifications apportées par l'antisepsie dans les règles du traitement de l'étranglement herniaire », Gazette des hôpitaux du 24 décembre 1887, Paris, A. Coccoz,‎ 1889, p. 35 (BNF 30941378).
- Réunion des jeunes gens de la rue de Sèvres. (Quarante-huitième année). Les Noces d'argent de la conférence Laënnec. Souvenirs de la fête. Rapport sur l'histoire de la conférence, 20 mai 1900, Paris, M.-R. Loyer, 1900, 45 p. (BNF 30941381).

## Paul Michaux et la création de la FGSPF

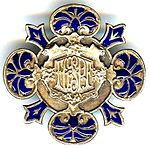
Broche de la FGSPF.

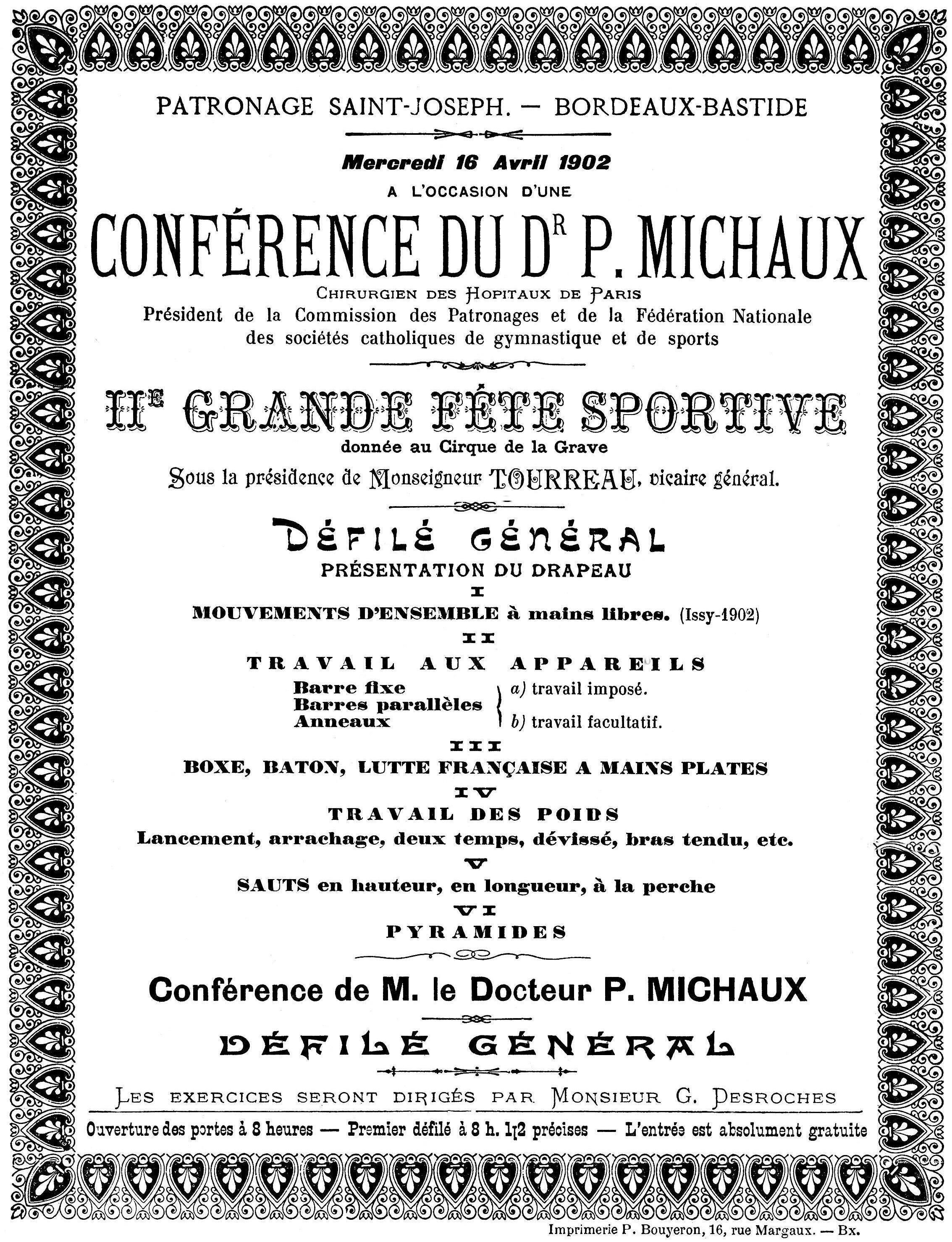
L'action de Paul Michaux en province.

Expatrié à Paris pour ses études, Paul Michaux trouve une seconde famille au patronage de l'œuvre Notre-Dame de Nazareth qui dispense une éducation morale et religieuse pour faire de ses adhérents des patriotes chrétiens à travers la gymnastique. Dès 1874, lors de sa seconde année d'études médicales, Paul Michaux s'y investit dans la direction et instaure la pratique d'une gymnastique quasi militaire qui n'y fera jamais l'unanimité. En 1889, un an après la création de l'Union des sociétés françaises de sports athlétiques (USFSA), il intègre la commission des patronages parisiens. Le 15 décembre 1897, alors qu'il vient d'intégrer le patronage Notre-Dame de Javel, sa proposition d'organiser un concours annuel de gymnastique y reçoit un avis favorable. Avec 4 000 spectateurs et 600 gymnastes venus de 23 associations différentes, le succès de ce concours du 24 juillet 1898 à Issy-les-Moulineaux conforte Paul Michaux dans ses intentions. Soutenu par quelques amis proches, tels l'abbé Esquérré, François Hébrard et Albert de Lapparent, il crée le 24 juillet de l’année suivante l'Union des sociétés de gymnastique et d'instruction militaire des patronages et œuvres de jeunesse de France (USGIMPOJF) qui réunit, dès le 8 décembre 1900, 1 800 gymnastes pour l'exposition universelle où elle reçoit un grand prix. Pour prendre en compte l'apparition du football, du cross-country, du tir et de la natation elle prend l'année suivante le nom de Fédération des sociétés catholiques de gymnastique (FSCG) et en 1903 est déclarée comme Fédération gymnastique et sportive des patronages de France (FGSPF). Cette dernière devient en 1947 Fédération sportive de France (FSF) puis en 1968 Fédération sportive et culturelle de France (FSCF).
Le 5 janvier 1903 paraît le premier numéro du journal Les Jeunes. Celui-ci, d'abord simple encart de Patronage, devient autonome et hebdomadaire à partir du 1er janvier 1905. Le 15 juillet 1905, la fédération emménage dans ses premiers locaux au 5 place Saint-Thomas-d’Aquin dans le 7e arrondissement de Paris. La Fédération gymnastique et sportive des patronages de France, sous sa tutelle, est la première fédération à préconiser l'obligation du contrôle médical des sportifs. Si la gymnastique reste prioritaire, les sports collectifs ne sont pas négligés, en particulier le football puis le basket-ball qui vient d'apparaître. Les associations contribuent aussi à l'enseignement de la musique à travers leurs fanfares. Si les patronages des ordres religieux, plutôt favorables à la clôture des œuvres sur elles-mêmes, se montrent parfois réticents, ceux qui dépendent du clergé séculier adhèrent sans réserve.

## Paul Michaux, vers la Grande Guerre

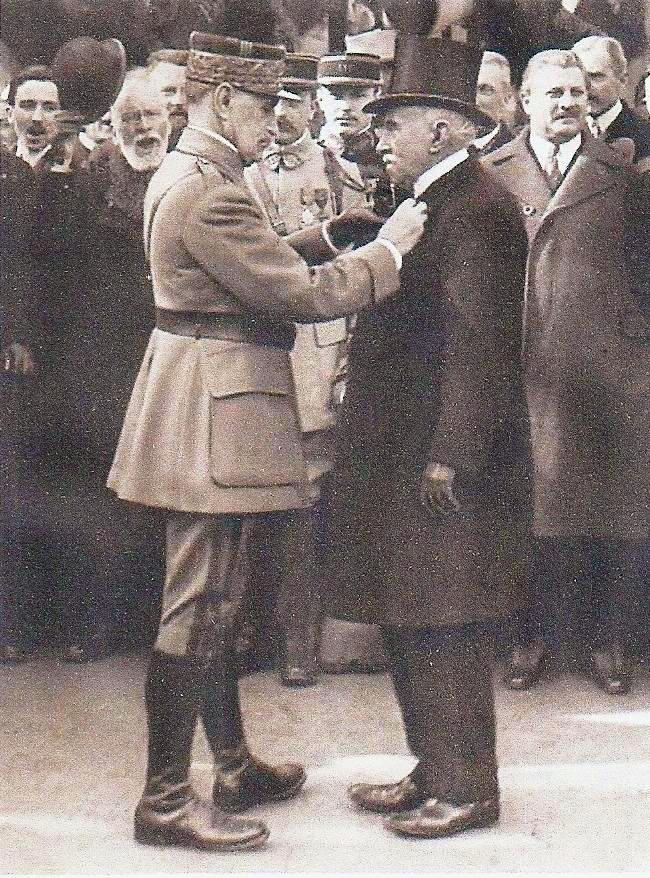
Le maréchal Foch remet la Légion d'honneur à Paul Michaux, en 1921.

Particulièrement sensible, en tant que Lorrain, à l'hostilité croissante entre la France et l'Allemagne, Paul Michaux engage les patronages dans la préparation du brevet spécial d'éducation militaire (BSEM) mais la formation religieuse reste bien la priorité et les concours à connotation guerrière débutent toujours par une messe solennelle. Ce qui n'empêche pas certains cercles ecclésiastiques d'émettre des réserves à l'égard de ces associations sportives aux relents belliqueux. Ainsi, l'Église de France ne le soutient vraiment qu'après la prise de position du pape Pie X en faveur de l'éducation physique et l'organisation, en 1905, d'un congrès de sportifs chrétiens au Vatican. Sa réputation d'expert en gymnastique dépasse alors les seuls cercles catholiques et l'année précédente il préface la réédition de La gymnastique suédoise d'après la méthode de L.G. Kumlien d'Émile André Ernest, manuel de gymnastique rationnelle à la portée de tous et à tout âge, édité chez Flammarion.
Critiqué parfois au sein de l'Église, Paul Michaux doit également subir l'effet des mesures anticléricales qui accompagnent la séparation de l'Église et de l'État en 1905. Cependant, sa Fédération gymnastique et sportive des patronages de France n'en participe pas moins à l'actualité sportive. Par exemple, à la suite de l'invitation de Pierre de Coubertin à la Fête fédérale de 1906, ladite Fédération gymnastique et sportive des patronages de France devient le principal soutien de son projet de serment olympique. Son secrétaire général, Charles Simon, est à l'origine de l'essor du football français. Enfin, pour marquer son soutien aux provinces annexées, Paul Michaux organise deux concours à Nancy en 1909 puis en 1911.
Lors du second concours, la Fédération gymnastique et sportive des patronages de France invite des sociétés de la fédération des sociétés alsaciennes Elsaessicher Turnerbund (ETB) ancêtre de l'Avant-garde du Rhin (AGR), de la Fédération nationale des sociétés catholiques de gymnastique et d'armes de Belgique, de la Fédération des sociétés catholiques de gymnastique et d'armes de Hollande, de la Société catholique des jeunes gens d'Irlande, de la Fédération des associations sportives catholiques italiennes (FASCI), de la Fédération des sociétés catholiques de Suisse et de la Société nationale de gymnastique du Canada, rassemblant 8 500 athlètes, dans la capitale lorraine. Les 25 délégations étrangères constituent sur place l'Union internationale des œuvres catholiques d'éducation physique (UIOCEP) dont Paul Michaux assure la vice-présidence. En décembre 1911, cette Union se réunit à Rome pour établir ses statuts avec les encouragements du pape Pie X. Le 10 février de cette même année, la Fédération crée avec René Barbier de la Serre une filiale pour les établissements scolaires, l'Union gymnastique et sportive de l'enseignement libre, qui devient l'Union générale sportive de l'enseignement libre (UGSEL) en 1935.

## L’après-guerre
Si la Fédération perd plus de 24 000 adhérents durant la Première Guerre mondiale, elle n'interrompt pas pour autant ses activités. Paul Michaux met les services et les effectifs non mobilisés à la disposition du Ministère de la Guerre et il peut organiser dès le 4 août 1919 le premier concours d'après-guerre dans une grande ville redevenue française : Metz, où se retrouvent 7 000 gymnastes venus de tout l'hexagone. Lors du banquet de clôture, le maire le félicite d'être « rentré à Metz en vainqueur, à la tête d'une aussi belle armée ».
Nommé chevalier de la Légion d'honneur en 1921 pour s'être « dépensé depuis plus de 20 ans à l'éducation physique de la jeunesse et à la préparation militaire », il reçoit sa médaille, le 20 mars, devant 5 000 gymnastes rassemblés aux Tuileries, des mains du maréchal Foch qui déclare : « Tu as été un des meilleurs artisans de la victoire ». Entre-temps, le pape lui décerne la croix de commandeur de l'ordre de Saint-Grégoire-le-Grand.
Les 21 et 22 juillet 1923, souffrant, il est dans l'incapacité d'assister au défilé de 30 000 gymnastes sur l'avenue des Champs-Élysées lors du concours international de gymnastique organisé à Paris pour le 25e anniversaire de la FGSPF. Il meurt le 21 novembre ; ses obsèques sont célébrées à l'église Saint-Thomas-d’Aquin par le cardinal Dubois, archevêque de Paris, en présence de son ami de toujours le maréchal Foch, du directeur de l'Assistance publique, treize généraux, un amiral, quatorze sommités médicales et 3 000 gymnastes avec les drapeaux d'une cinquantaine d'associations et ceux des 72 unions régionales qui défilent devant son cercueil. Son corps est inhumé au cimetière du Montparnasse (division 27). Selon sa volonté aucun discours n'est prononcé sur sa tombe. Son élève Pierre Barbet lui rend un brillant hommage en publiant sa biographie.

## Reconnaissance

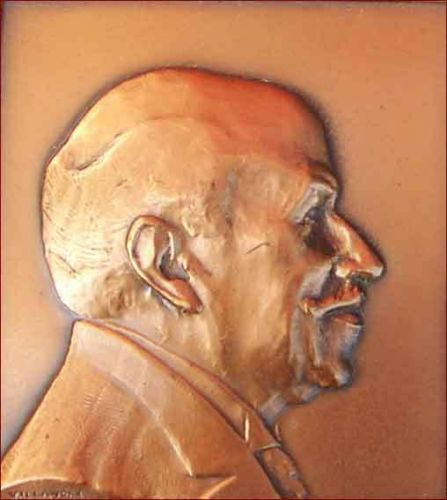
Honneur fédéral FSCF (vermeil).

Pour marquer le souvenir et la reconnaissance envers son fondateur, la FSCF récompense l'engagement bénévole de ses membres par des médailles à l'effigie du docteur Michaux. Cette distinction comporte quatre types de récompenses : mérite fédéral (bronze, argent ou vermeil), dévouement fédéral (bronze, argent ou vermeil), reconnaissance fédérale (bronze, argent ou vermeil) et honneur fédéral vermeil,.

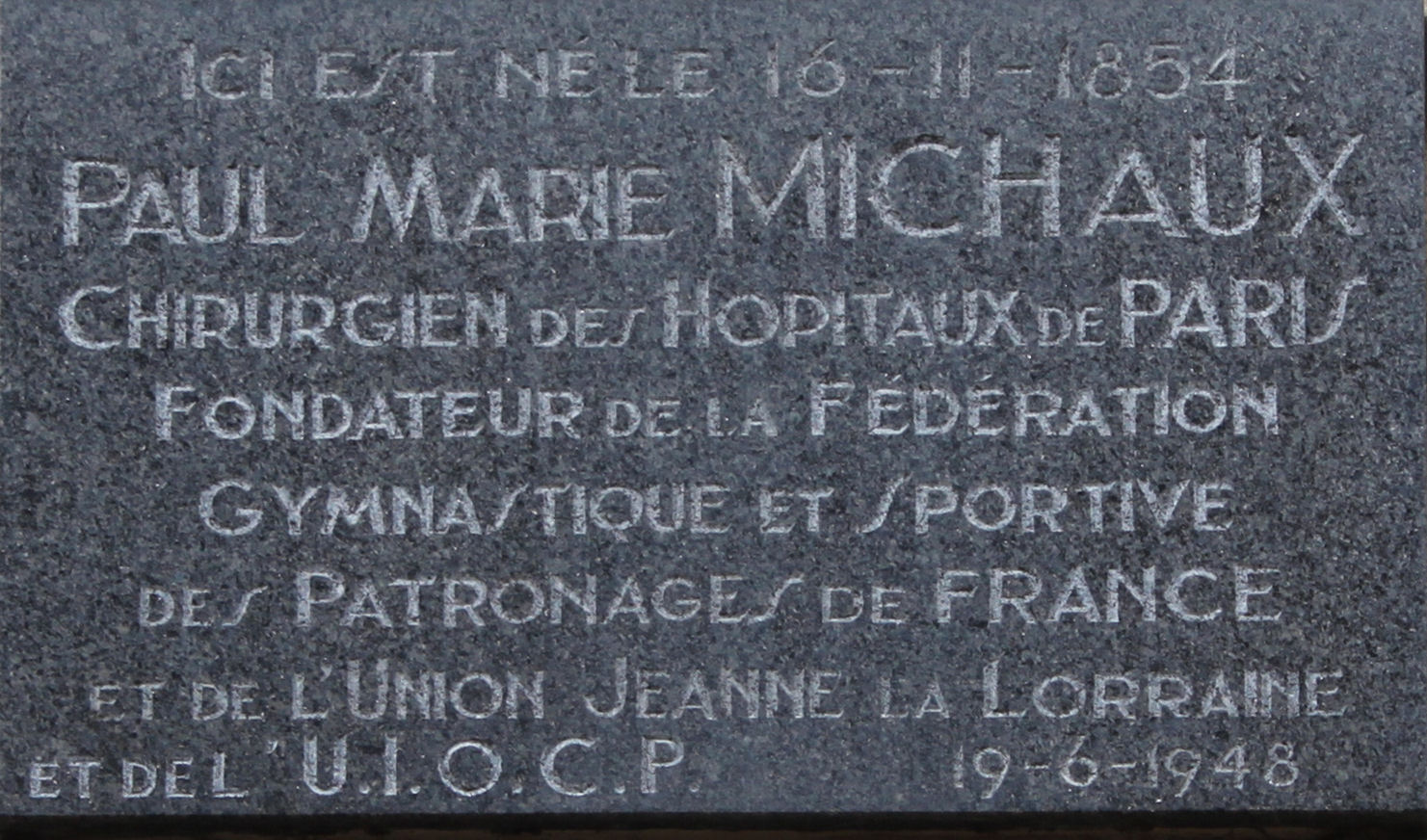
Plaque commémorative apposée sur la façade de la maison natale du Dr Paul Michaux à Metz.

Tant par son activité professionnelle que par ses engagements associatifs, Paul Michaux se révèle soucieux du bien-être physique et moral de ses contemporains comme des générations futures. Aussi plusieurs villes ont donné son nom à des voies de circulation : rue Paul Michaux à Metz et à Saint-Sébastien-sur-Loire. Par un arrêté du 21 juillet 1934, le conseil de Paris décide de donner le nom de Paul Michaux à une place du 16e arrondissement de Paris, la place du Docteur-Paul-Michaux où un monument rappelle l'homme et son œuvre. Une plaque commémorative apposée le 3 octobre 1998 sur sa maison natale, 8 rue Mazelle à Metz, rappelle qu'il a aussi été en 1911 l'instigateur de la création de l'Union internationale des œuvres catholiques d’éducation physique qui devient la Fédération internationale catholique d’éducation physique et sportive (FICEP) en 1947.
L'Union Jeanne la Lorraine a créé un trophée de cross qui porte son nom.
Paul Michaux est : 
- grand-croix de l'ordre de Saint-Sylvestre le 14 novembre 1911[J 10] ;
- commandeur de l'ordre de Saint-Grégoire-le-Grand[FJ 2] ;
- chevalier de la Légion d'honneur le 20 mars 1921[J 11].

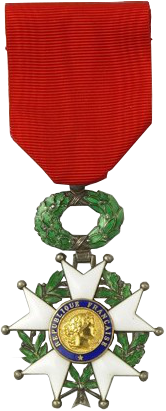
Médaille de chevalier de la Légion d'honneur.
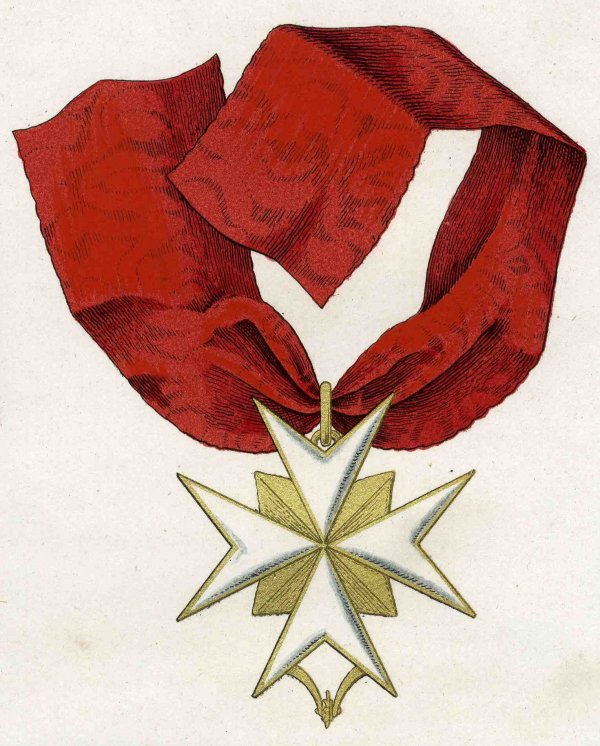
Cravate de commandeur de l'ordre de Saint-Sylvestre.
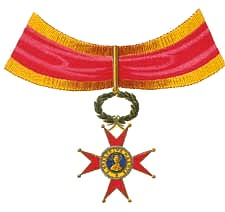
Cravate de commandeur de l'Ordre de Saint-Grégoire-le-Grand.
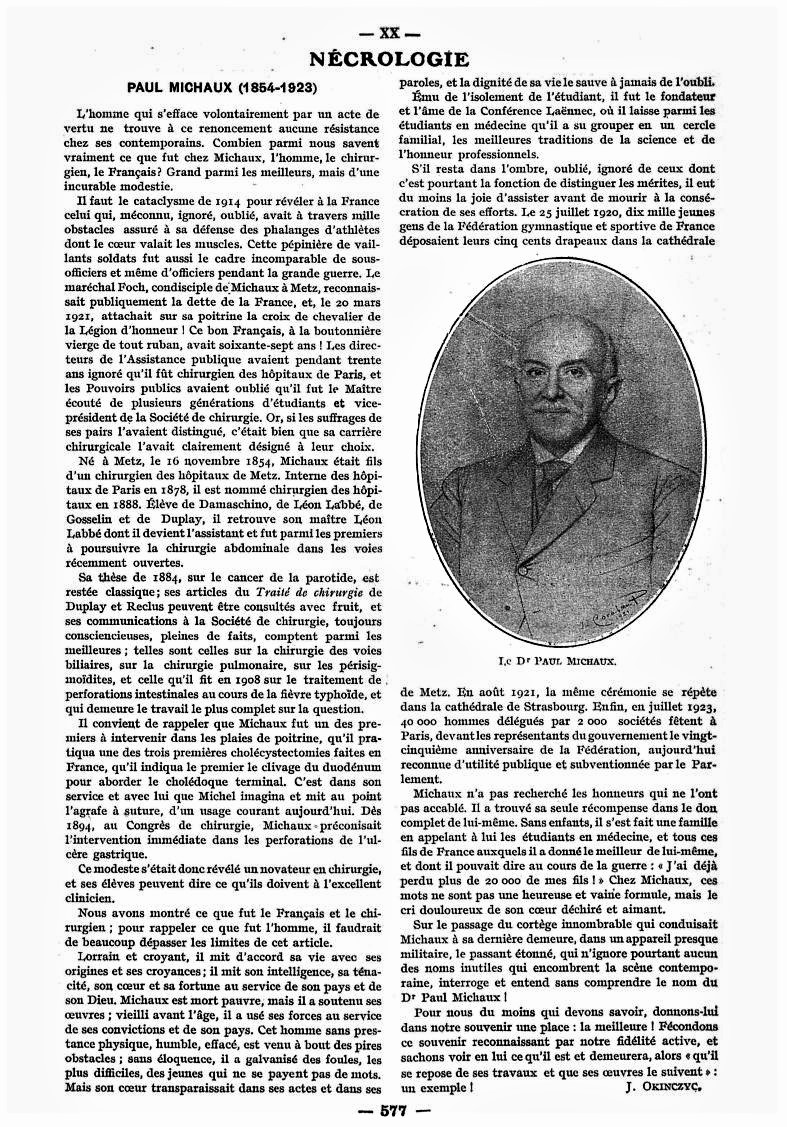
Nécrologie de Paul Michaux par J.Okinczyc.